# بنیات اینچوستی
بنیات اینچوستی (اسپانیایی: Beñat Intxausti‎؛ زادهٔ ۲۰ مارس ۱۹۸۶) دوچرخه‌سوار اهل اسپانیا است.
از باشگاه‌هایی که در آن رکاب زده‌است می‌توان به تیم اسکای، سونیر دوال-پرودیر، ایوسکالتل-ایوسکادی، و تیم موویستار اشاره کرد.